# PAQR6
PAQR6 (англ. Progestin and adipoQ receptor family member 6) – білок, який кодується однойменним геном, розташованим у людей на короткому плечі 1-ї хромосоми.  Довжина поліпептидного ланцюга білка становить 344 амінокислот, а молекулярна маса — 37 989.
| 10         |  | 20         |  | 30         |  | 40         |  | 50         |
| ---------- |  | ---------- |  | ---------- |  | ---------- |  | ---------- |
| MLSLKLPQLL |  | QVHQVPRVFW |  | EDGIMSGYRR |  | PTSSALDCVL |  | SSFQMTNETV |
| NIWTHFLPTW |  | YFLWRLLALA |  | GGPGFRAEPY |  | HWPLLVFLLP |  | ACLYPFASCC |
| AHTFSSMSPR |  | MRHICYFLDY |  | GALSLYSLGC |  | AFPYAAYSMP |  | ASWLHGHLHQ |
| FFVPAAALNS |  | FLCTGLSCYS |  | RFLELESPGL |  | SKVLRTGAFA |  | YPFLFDNLPL |
| FYRLGLCWGR |  | GHGCGQEALS |  | TSHGYHLFCA |  | LLTGFLFASH |  | LPERLAPGRF |
| DYIGHSHQLF |  | HICAVLGTHF |  | QLEAVLADMG |  | SRRAWLATQE |  | PALGLAGTVA |
| TLVLAAAGNL |  | LIIAAFTATL |  | LRAPSTCPLL |  | QGGPLEGGTQ |  | AKQQ       |

A: Аланін

C: Цистеїн

D: Аспарагінова кислота

E: Глутамінова кислота

F: Фенілаланін

G: Гліцин

H: Гістидин

I: Ізолейцин

K: Лізин

L: Лейцин

M: Метіонін

N: Аспарагін

P: Пролін

Q: Глутамін

R: Аргінін

S: Серин

T: Треонін

V: Валін

W: Триптофан

Кодований геном білок за функцією належить до рецепторів. 
Задіяний у таких біологічних процесах як поліморфізм, альтернативний сплайсинг. 
Локалізований у мембрані.